# Amata euryzona
Amata euryzona là một loài bướm đêm thuộc phân họ Arctiinae, họ Erebidae.